# رایچتینه
رایچتینه (به صربی: Rajčetine) یک منطقهٔ مسکونی در صربستان است که در تسرنا تراوا واقع شده‌است. رایچتینه ۳۳ نفر جمعیت دارد.